# Live Trax Vol. 10
Live Trax Vol. 10 – album koncertowy amerykańskiego zespołu rockowego Dave Matthews Band i dziesiąty z serii Live Trax. Został nagrany 25 maja 2007 roku w hali Pavilion Atlantico podczas europejskiej części tournée grupy. Zdaniem muzyków Dave Matthews Band, koncert w Lizbonie był jednym z najdłuższych i najlepszych występów jakie kiedykolwiek zagrali (ponad 3 godziny). Gościnnie z zespołem wystąpił gitarzysta Tom Morello znany z zespołów Rage Against The Machine oraz Audioslave. 

## Lista utworów
Wszystkie utwory zostały napisane przez Davida Matthewsa.
1. "Everyday"
2. "Dreamgirl"
3. "Crash into Me"
4. "Hunger for the Great Light"
5. "Louisiana Bayou"
6. "When the World Ends"
7. "Grey Street"
8. "The Idea of You"
9. "So Much to Say" »
10. "Anyone Seen the Bridge?" »
11. "Too Much"
12. "Sister"
13. "Lie in Our Graves"
14. "#41"
15. "American Baby Intro"
16. "Two Step"
17. "Ants Marching"

Bis:
1. "Gravedigger"
2. "Jimi Thing"
3. "Stay (Wasting Time)"

Drugi bis:
1. "Don't Drink the Water"
2. "Pantala Naga Pampa"
3. "Rapunzel"

"Sister" i "Gravedigger" to solowe wykonania Dave'a Matthewsa.

## Twórcy
- Carter Beauford – perkusja
- Stefan Lessard – gitara basowa
- Dave Matthews – gitara akustyczna, gitara elektryczna, śpiew
- LeRoi Moore – instrumenty dęte
- Boyd Tinsley – skrzypce
- Rashawn Ross – trąbka
- Butch Taylor – instrumenty klawiszowe

### Gościnnie
- Tom Morello – gitara akustyczna (utwory "#41" i "American Baby Intro")